# Memory of Mankind
Memory of Mankind (MOM) est un projet fondé en 2012 par Martin Kunze. Son but principal est de stocker les connaissances modernes afin de les préserver de l'oubli. Les données sont inscrites sur des tablettes de céramique, lesdites tablettes sont entreposées dans la mine de sel d'Hallstatt, en Autriche. Plus qu'un simple projet d'archivage, l'intention est de créer la « capsule temporelle de notre époque ». Les contributions sont ouvertes au public afin de créer une histoire collective, composite.

## Ambitions
Plusieurs motivations sont à la source de Memory of Mankind. La première ambition de MOM est de créer une image aussi fidèle que possible de l'époque en cours, notamment par le biais des contributions publiques de nombreux participants venant de chaque coin du globe. Le projet MOM contiendra également toutes les indications vitales sur les legs de nos sociétés, notamment une carte des emplacements des dépôts de déchets nucléaires. Cependant, l'ambition la plus évidente et la plus communément mise en avant est celle de la sauvegarde de nos connaissances en réponse aux menaces diverses qui pèsent sur l'Humanité au XXIe siècle : réchauffement climatique, armes de destruction massives. En cas d'effondrement systémique, le projet MOM pourrait aider les générations suivantes à rebâtir la civilisation et à reconstruire une mémoire collective. Memory of Mankind a aussi la volonté politique d'avertir et de sensibiliser à ces risques. Les civilisations égyptienne, grecque, romaine, dont les Histoires ont été reconstruites par un maigre pourcentage de textes et d'artefacts qui ont survécu au temps, sont des exemples qui ont inspiré le projet MOM. Enfin, le projet est une critique de la civilisation digitale : selon Martin Kunze, il pourrait ne rester que peu de traces du XXIe siècle dans le futur, puisque la plupart de nos données sont désormais numérisées et donc inaccessibles sans les infrastructures actuelles. Le projet MOM cherche donc à reconstruire une image représentative du savoir de notre temps, en dépit de la quantité gigantesque d'informations produite .

## Contenu
Le contenu collecté est inévitablement biaisé. Mais de façon à prendre en compte cette limitation, les archives sont divisées en trois sections et de nombreuses meta-informations sont ajoutées aux contributions afin de permettre le croisement des sources et la critique de texte.
Les trois sections sont :  
- Le contenu individuel : fourni par des particuliers, accompagné d'une déclaration expliquant pourquoi ce contenu vaut la peine d'être conservé.
- Le contenu général : contenu collecté par des automates pour éviter les biais. e.g.: collecte de journaux à renommée mondiale, profil Facebook sélectionnés aléatoirement, magazines hebdomadaires ou mensuels sur des sujets variés (avec pour meta-informations : le nombre de lecteurs, la raison de la sélection du magazine, description du lectorat habituel).
- Le contenu spécifique : fourni par des institutions, e.g.: industrie nucléaires, universités, bibliothèques, etc.[4].

## La mine de sel
La mine de sel d'Halstatt est la plus ancienne exploitée de manière permanente par l'Homme. Les vertus du sel, le scellage naturel de la mine qui se produira dans le siècle[pas clair] et la stabilité géologique de l'endroit sont des critères majeures pour le choix de cet abri qui accueillera les archives du projet MOM.

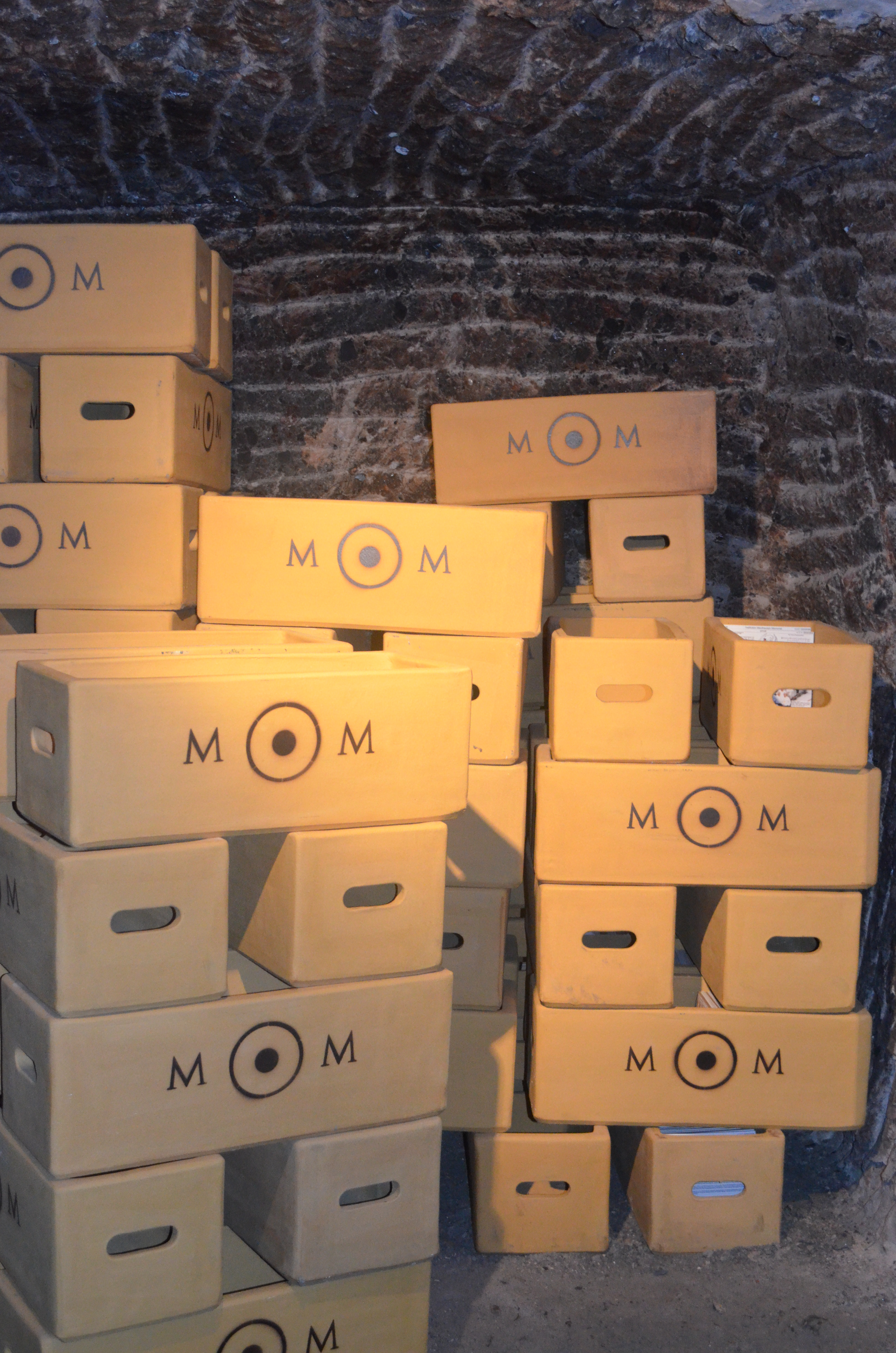
Boîtes conservant les témoignages dans la grotte de la mine de sel.

## Les tablettes de céramique
Les tablettes d'argile sumériennes ont inspiré les tablettes employées comme supports de l'information par le projet MOM. Ces variantes modernes sont faites en céramique : un matériau qui peut retenir l'information très longtemps, résister aux températures n'excédant pas 1 200 °C, aux produits chimiques, à l'eau, aux radiations, au magnétisme, à la pression. Il peut seulement être "détruit par un marteau" selon Martin Kunze. Le but est d'avoir le support le plus effectif, tant en en termes de résistance que de durabilité. Les tablettes ont une dimension de 20 × 20 cm.[réf. nécessaire]
Les variations de langages et même l'hypothèse d'une intelligence non humaine ont été envisagées. À nouveau, les créateurs de MOM piochent dans l'Histoire en créant leur propre "Rosetta-Tablet", traduite en plusieurs langues, avec les caractères appropriés ainsi que des systèmes numériques et des instructions astronomiques qui permettent de déduire la date de 2013 (date de l'ère commune) par le biais de transits très rares de Mercure et de Vénus.

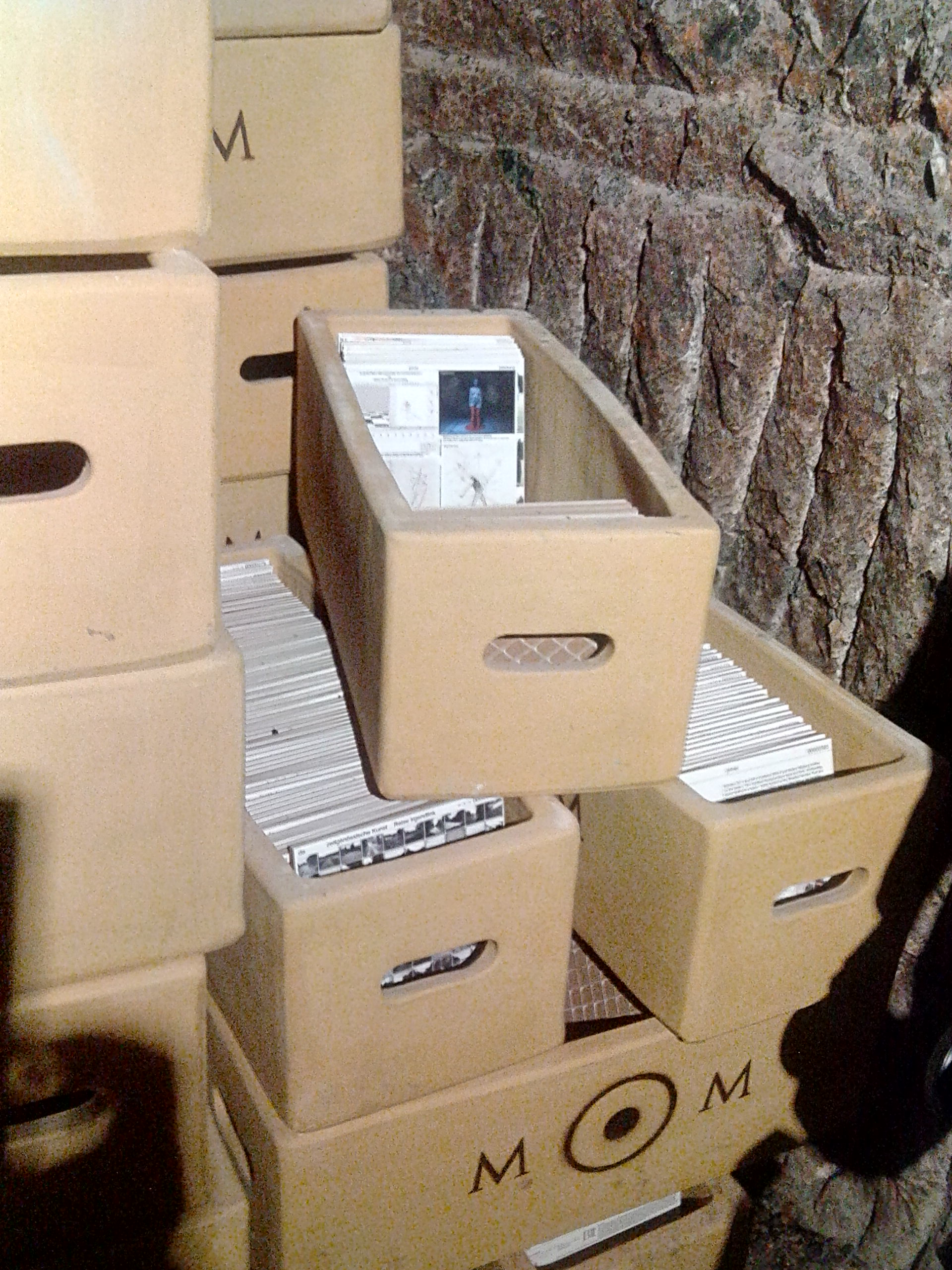
Boîtes montrant des tablettes de céramiques de stockage.

## Jetons et rituel
Un jeton sera délivré à tous les participants du projet MOM. Sur sa petite surface de 6,5 cm de diamètre, il est indiqué l'emplacement géographique de l'entrée de la mine de sel d'Halstatt. Le côté face figure l'Europe et une croix indique la localisation d'Hallstatt. Le dos indique plus précisément la géographie d'Hallstatt : le lac et la position de l'entrée des archives. Les inscriptions du jeton et l'agencement physique des archives MOM ne permettent théoriquement l'accès qu'à des individus possédant des connaissances modernes, ceci afin de s'assurer que les archives soient protégées d'éventuelles dégradations ou d'utilisations non souhaitées.
Un "fil d'Ariane" se composant de tablettes de céramiques sur lesquelles sont inscrites des indications mathématiques seront placées dans la mine, la capacité à les déchiffrer permettra d'accéder au cœur des archives.
Les consignes liées aux jetons sont : les possesseurs sont censés se retrouver tous les cinquante ans, à partir de 2070, pour commémorer et décider si l'Humanité a besoin du contenu des archives de MOM ou si celui-ci nécessite des extensions. Le jeton doit être transmis aux descendants de leurs possesseurs.

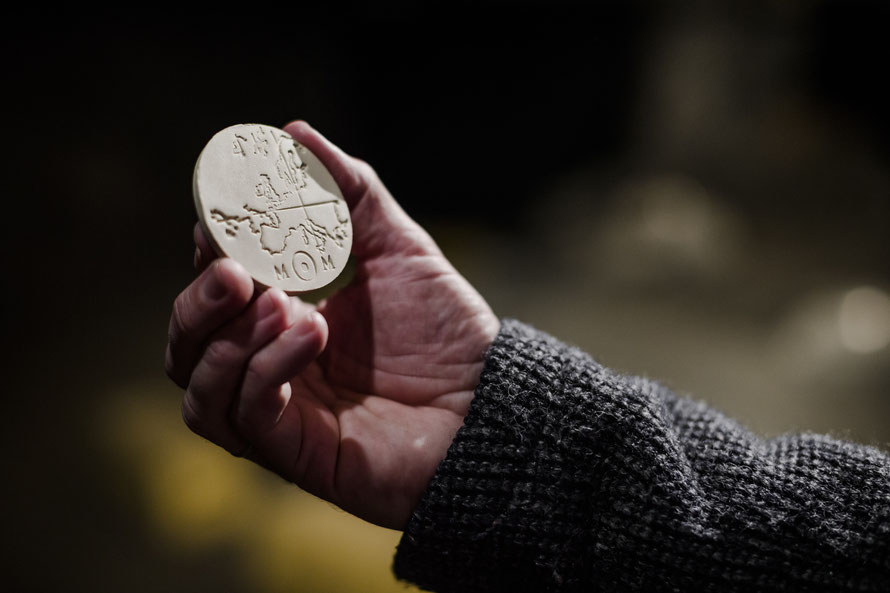
Un jeton.